# Jim Benning
James Elmer Benning (Edmonton, 29 aprile 1963) è un dirigente sportivo ed ex hockeista su ghiaccio canadese che giocava nel ruolo di difensore. Dalla stagione 2014-15 svolge il ruolo di General manager nella National Hockey League per la franchigia canadese dei Vancouver Canucks.

## Statistiche
| Stagione   | Squadra                   | Stagione regolare | Stagione regolare | Stagione regolare | Stagione regolare | Stagione regolare | Stagione regolare | Playoff | Playoff | Playoff | Playoff | Playoff |
| Stagione   | Squadra                   | Lega              | P                 | G                 | A                 | Pt                | PIM               | P       | G       | A       | Pt      | PIM     |
| ---------- | ------------------------- | ----------------- | ----------------- | ----------------- | ----------------- | ----------------- | ----------------- | ------- | ------- | ------- | ------- | ------- |
| 1978–79    | Fort Saskatchewan Traders | AJHL              | 45                | 14                | 57                | 71                | 10                | -       | -       | -       | -       | -       |
| 1978–79    | Portland Winter Hawks     | WHL               | -                 | -                 | -                 | -                 | -                 | 3       | 0       | 0       | 0       | 0       |
| 1979–80    | Portland Winter Hawks     | WHL               | 71                | 11                | 60                | 71                | 42                | 8       | 3       | 9       | 12      | 8       |
| 1980–81    | Portland Winter Hawks     | WHL               | 72                | 28                | 111               | 139               | 61                | 9       | 1       | 5       | 6       | 16      |
| 1981–82    | Toronto Maple Leafs       | NHL               | 74                | 7                 | 24                | 31                | 46                | -       | -       | -       | -       | -       |
| 1982–83    | Toronto Maple Leafs       | NHL               | 74                | 5                 | 17                | 22                | 47                | 4       | 1       | 1       | 2       | 2       |
| 1983–84    | Toronto Maple Leafs       | NHL               | 79                | 12                | 39                | 51                | 66                | -       | -       | -       | -       | -       |
| 1984–85    | Toronto Maple Leafs       | NHL               | 80                | 9                 | 35                | 44                | 55                | -       | -       | -       | -       | -       |
| 1985–86    | Toronto Maple Leafs       | NHL               | 52                | 4                 | 21                | 25                | 71                | -       | -       | -       | -       | -       |
| 1986–87    | Newmarket Saints          | AHL               | 10                | 1                 | 5                 | 6                 | 0                 | -       | -       | -       | -       | -       |
| 1986–87    | Toronto Maple Leafs       | NHL               | 5                 | 0                 | 0                 | 0                 | 4                 | -       | -       | -       | -       | -       |
| 1986–87    | Vancouver Canucks         | NHL               | 59                | 2                 | 11                | 13                | 40                | -       | -       | -       | -       |         |
| 1987–88    | Vancouver Canucks         | NHL               | 77                | 7                 | 26                | 33                | 58                | -       | -       | -       | -       | -       |
| 1988–89    | Vancouver Canucks         | NHL               | 65                | 3                 | 9                 | 12                | 48                | 3       | 0       | 0       | 0       | 0       |
| 1989–90    | Vancouver Canucks         | NHL               | 45                | 3                 | 9                 | 12                | 26                | -       | -       | -       | -       | -       |
| 1990–91    | Milwaukee Admirals        | IHL               | 66                | 1                 | 31                | 32                | 75                | 6       | 0       | 0       | 0       | 0       |
| 1991-92    | HC Varese                 | Serie A           | 18                | 0                 | 12                | 12                | 14                | 7       | 0       | 2       | 2       | 50      |
| Totale WHL | Totale WHL                | Totale WHL        | 143               | 39                | 171               | 210               | 103               | 20      | 4       | 14      | 18      | 24      |
| Totale NHL | Totale NHL                | Totale NHL        | 610               | 52                | 191               | 243               | 461               | 7       | 1       | 1       | 2       | 2       |

## Palmarès

### Individuale
- Western Hockey League:

1980-81: First All-Star Team